# セーファーインターネット協会
一般社団法人セーファーインターネット協会（セーファーインターネットきょうかい、英: Safer Internet Association, SIA）は、2013年11月8日に民間企業を主体として設立された一般社団法人。団体の目的は「インターネットの悪用を抑え自由なインターネット環境を護るために、統計を用いた科学的アプローチ、数値化した効果検証スキームを通して、悪用に対する実効的な対策を立案し実行していく団体」である。

## 活動
インターネット上の情報を監視し、違法・有害であると見なしたデータについて、日本の国内・国外を問わずインターネットサービスプロバイダやサイト管理者に削除を要請している。警察庁の委託事業として運営しているインターネット・ホットラインセンター (IHC) との違いは、民間主導で行っている活動である点、IHCが扱っているわいせつや薬物などの違法・有害情報以外にいじめ動画像やリベンジポルノといった個人に対する権利侵害への対応に重点を置いている点。また、表現の自由との兼ね合いから警察庁主導の窓口では対象にしづらい死体・殺害行為の画像や動画についても、セーフラインでは対象としている。

## 概要
- 2013年11月8日 - ヤフー株式会社がアルプスシステムインテグレーション株式会社、ピットクルー株式会社を正会員として発足。賛助会員として株式会社ミクシィ、グリー株式会社も参加[2]。
- 2013年11月11日 - インターネット利用者からの連絡等を端緒にしたセーフライン事業（Safe Line）を開始
- 2014年1月14日 - さくらインターネット株式会社が賛助会員に参加
- 2014年7月17日 - 「セーフライン（SafeLine）」のガイドラインを改定[3]
- 2014年7月18日 - インターネット安全利用に関する教育事業を開始
- 2014年9月24日 - 厚生労働省と連携し、危険ドラッグ対策を強化[4]
- 2014年9月25日 - 未来創造協議会と「子供を守るインターネットセーフティ事業」を実施
- 2014年12月1日 - なりすましECサイト対策協議会、ECサイト事業者向けに、啓発サイト「なりすましECサイトに注意！」を開設
- 2014年12月24日 - GMOグローバルサイン株式会社が賛助会員に参加
- 2015年3月2日 - Amazon.co.jp株式会社が賛助会員として参加[5]
- 2015年7月10日 - 有害情報に「遺体・殺害行為に関連する動画・画像」を追加[6]
- 2015年10月1日 - インターネット上の違法・有害情報対策の実績を公開[7]
- 2015年10月14日 - 児童養護施設の職員向けにITリテラシ向上に関する講座を実施
- 2015年10月26日 - 国連人権理事会「児童の人身売買・児童売春・児童ポルノ」に関する特別報告者マオド・ド・ブーア＝ブキッキオからインターネット上の児童ポルノに関してセーファーインターネット協会が行っている削除要請活動等についてヒアリングを受ける
- 2015年11月30日 - 内閣府主催の児童ポルノ排除対策公開シンポジウムのパネルディスカッションにパネリストとして参加[8][9]
- 2016年4月 - インターネット・ホットラインセンターの運営を受託[10]。
- 2017年6月28日 - INHOPEに正会員として加盟[11]

## 組織体制
- 役員総会
- 理事会
  - 法律顧問・医学顧問
- 事務局
  - その他事業
  - 教育事業
  - セーフライン事業
  - アドバイザリーボード

## 構成員
| 役職     | 氏名     | 所属                                              |
| -------- | -------- | ------------------------------------------------- |
| 会長     | 中山明   | アルプスシステムインテグレーション株式会社 取締役 |
| 専務理事 | 吉田奨   | LINEヤフー株式会社 戦略渉外本部本部長             |
| 理事     | 中嶋辰弥 | 一般社団法人セーファーインターネット協会 事務局長 |
| 監事     | 松本公三 | ポールトゥウィンホールディングス株式会社 取締役   |

| 役職   | 氏名       | 所属                                |
| ------ | ---------- | ----------------------------------- |
| 委員長 | 清水康敬   | 東京工業大学 名誉教授               |
| 委員   | 宍戸常寿   | 東京大学大学院法学政治学研究科 教授 |
| 委員   | 曽我部真裕 | 京都大学大学院法学研究科 教授       |
| 委員   | 長瀬貴志   | 山崎法律事務所 弁護士               |

| 役職 | 氏名   | 所属                  |
| ---- | ------ | --------------------- |
| 顧問 | 森亮二 | 英知法律事務所 弁護士 |

## 会員
2024年9月25日現在、当協会のウェブサイトに掲載されている会員は次の27社。
- 正会員（当法人の目的に賛同して入会した法人。一般社団法人及び一般財団法人に関する法律上の社員[13]）
  - LINEヤフー株式会社
  - アルプス システム インテグレーション株式会社
  - ポールトゥウィンホールディングス株式会社
  - 日本電気株式会社
- 賛助会員（当法人の事業を賛助するため入会した法人[13]）
  - 株式会社MIXI
  - さくらインターネット株式会社
  - かっこ株式会社
  - 株式会社メルカリ
  - 合同会社DMM.com
  - GMOペパボ株式会社
  - 株式会社はてな
  - 株式会社アシロ
  - UUUM株式会社
  - 株式会社PLUS
  - カバー株式会社
  - BEENOS株式会社
  - グリー株式会社
  - 株式会社マクアケ
  - 株式会社スタジオユリグラフ
  - カッコイイ株式会社
  - ケタ違い株式会社
  - プラムシステムズ株式会社
  - 株式会社ジールコミュニケーションズ
  - 株式会社SMILE-UP.
  - 株式会社Cadenza
  - 株式会社リリーフサイン
  - 株式会社NTTPCコミュニケーションズ
- 協力企業
  - トレンドマイクロ株式会社